# Acacia lineolata
Acacia lineolata é uma espécie de leguminosa do gênero Acacia, pertencente à família Fabaceae.